# ZMD: Zombies of Mass Destruction (film)
ZMD: Zombies of Mass Destruction – amerykański film fabularny z 2009 roku w reżyserii Kevina Hamedaniego, hybryda horroru i komedii. Fabuła filmu skupia się na losach trójki bohaterów, próbujących przetrwać epidemię wirusa zmieniającego ludzi w zombie. Światowa premiera obrazu odbyła się w kwietniu 2009 w trakcie Washington D.C. International Film Festival. W marcu 2010 film trafił do dystrybucji DVD na terenie Stanów Zjednoczonych, a w kolejnych latach został wydany w innych regionach świata. W Niemczech ukazał się pod tytułem Zombieworld.

## Opis fabuły
25 września 2003 roku, małe miasteczko Port Gamble w stanie Waszyngton. Spokojny dzień zostaje przerwany przez nietypową formę ataku terrorystycznego − rozprzestrzeniony wirus przeistacza mieszkańców miasta w łaknące krwi żywe trupy. Epidemię zombie usiłuje przetrwać grupa bohaterów, między innymi para gejów i studentka irańskiego pochodzenia.

## Obsada
- Janette Armand − Frida Abbas
- Doug Fahl − Tom Hunt
- Cooper Hopkins − Lance Murphy
- Cornelia Moore − Cheryl Banks
- Bill Johns − pastor Haggis
- Russell Hodgkinson − Joe Miller
- Ali Hamedani − Ali Abbas
- James Mesher − burmistrz Burton
- Andrew Hyde − Brian Miller
- Ryan Barret − Derek Blaine
- Victoria Drake − Judy Miller
- Linda Jensen − pani Hunt